# 姆斯季斯拉夫·切爾諾夫
姆斯季斯拉夫·安德里約維奇·切爾諾夫（烏克蘭語：Мстислав Андрійович Чернов，羅馬化：Mstyslav Andriiovych Chernov，發音：[mstɪˈslɑu̯ ɐnˈd⁽ʲ⁾r⁽ʲ⁾ijowɪtʃ t͡ʃerˈnɔu̯]；1985年—），烏克蘭攝錄、攝影師、攝影記者、电影制作人、戰地記者和小说家，曾报道尊严革命、顿巴斯战争、馬航17號航班空難、叙利亚内战、伊拉克摩蘇爾戰役以及俄罗斯全面入侵乌克兰，2023年以发生在马里乌波尔围城战的20天制作纪录片《战场日记》，拿下第96届奥斯卡金像奖最佳纪录长片奖。